# Campeonato de Primera División C 1980 (Argentina)
El Campeonato de Primera División C 1980 fue la cuadragésima sexta temporada del certamen de la tercera categoría del fútbol argentino. Se disputó entre el 8 de marzo y el 6 de diciembre de 1980.
Los nuevos participantes fueron Flandria, descendido de la Primera B 1979 y San Miguel, ganador de la Ronda Final de la Primera D 1979.
El certamen consagró campeón por primera vez a Deportivo Morón, que obtuvo el único ascenso.

## Ascensos y descensos
| Pos. | Ascendido de la Primera C 1979 |
| ---- | ------------------------------ |
| 1º   | Deportivo Español              |

| Pos. | Descendido de la Primera B 1979 |
| ---- | ------------------------------- |
| 18º  | Flandria                        |

| Pos. | Ascendido de la Primera D 1979 |
| ---- | ------------------------------ |
| 1º   | San Miguel                     |

| Pos. | Descendido de la Primera C 1979 |
| ---- | ------------------------------- |
| 20º  | Piraña                          |

## Formato
Los equipos se enfrentaron bajo el sistema de todos contra todos a 2 ruedas. El equipo con mayor puntaje se consagró campeón y obtuvo el ascenso.
El equipo posicionado en el último lugar de la Tabla de posiciones descendió.

## Equipos participantes
| Equipo               | Ciudad       | Estadio              | Capacidad |
| -------------------- | ------------ | -------------------- | --------- |
| Argentino de Rosario | Rosario      | José Martín Olaeta   | 12.500    |
| Barracas Central     | Buenos Aires | Olavarría y Luna     | 4000      |
| Berazategui          | Berazategui  | Norman Lee           | 5500      |
| Central Córdoba (R)  | Rosario      | Gabino Sosa          | 10.000    |
| Colegiales           | Munro        | Libertarios Unidos   | 6000      |
| Comunicaciones       | Buenos Aires | Alfredo Ramos        | 3500      |
| Def. de Cambaceres   | Ensenada     | 12 de Octubre        | 8000      |
| Defensores Unidos    | Zárate       | Gigante de Villa Fox | 6000      |
| Deportivo Merlo      | Merlo        | José Manuel Moreno   | 7500      |
| Deportivo Morón      | Morón        | Francisco Urbano     | 19.000    |
| Deportivo Riestra    | Buenos Aires | Riestra y Lacarra    | 3000      |
| Dock Sud             | Dock Sud     | De Los Inmigrantes   | 9500      |
| Excursionistas       | Buenos Aires | Excursionistas       | 7200      |
| Flandria             | Jáuregui     | Carlos V             | 5000      |
| General Lamadrid     | Buenos Aires | Enrique Sexto        | 3500      |
| Lanús                | Lanús        | Ciudad de Lanús      | 47.000    |
| Luján                | Luján        | Municipal de Luján   | 2000      |
| San Miguel           | San Miguel   | Malvinas Argentinas  | 11.000    |
| San Telmo            | Dock Sud     | Dr. Osvaldo Baletto  | 10.500    |
| Tristán Suárez       | Ezeiza       | 20 de Octubre        | 15.000    |

### Distribución geográfica de los equipos
| Región                                   | Cant. | Equipos |
| ---------------------------------------- | ----- | --- |
| Conurbano bonaerense                     | 9     | Berazategui, Colegiales, Deportivo Merlo, Deportivo Morón, Dock Sud, Lanús, San Miguel, San Telmo, y Tristán Suárez |
| Ciudad de Buenos Aires                   | 5     | Barracas Central, Comunicaciones, Deportivo Riestra, Excursionistas y General Lamadrid                              |
| Interior de la provincia de Buenos Aires | 3     | Defensores Unidos, Flandria y Luján                                                                                 |
| Ciudad de Rosario                        | 2     | Argentino de Rosario y Central Córdoba (R)                                                                          |
| Gran La Plata                            | 1     | Defensores de Cambaceres                                                                                            |

## Tabla de posiciones
| Pos. | Equipo                   | Pts. | PJ | PG | PE | PP | GF | GC | Dif. |
| ---- | ------------------------ | ---- | -- | -- | -- | -- | -- | -- | ---- |
| 1.º  | Deportivo Morón          | 64   | 38 | 28 | 8  | 2  | 82 | 31 | 51   |
| 2.º  | Central Córdoba (R)      | 59   | 38 | 26 | 7  | 5  | 62 | 30 | 32   |
| 3.º  | Lanús                    | 50   | 38 | 21 | 8  | 9  | 78 | 46 | 32   |
| 4.º  | Deportivo Merlo          | 47   | 38 | 18 | 11 | 9  | 65 | 43 | 22   |
| 5.º  | San Telmo                | 45   | 38 | 18 | 9  | 11 | 58 | 44 | 14   |
| 6.º  | Comunicaciones           | 39   | 38 | 16 | 7  | 15 | 58 | 56 | 2    |
| 7.º  | Argentino de Rosario     | 39   | 38 | 16 | 7  | 15 | 55 | 55 | 0    |
| 8.º  | Dock Sud                 | 39   | 38 | 16 | 7  | 15 | 45 | 58 | −13  |
| 9.º  | San Miguel               | 38   | 38 | 12 | 14 | 12 | 54 | 44 | 10   |
| 10.º | Berazategui              | 37   | 38 | 13 | 11 | 14 | 64 | 62 | 2    |
| 11.º | Excursionistas           | 36   | 38 | 14 | 8  | 16 | 60 | 53 | 7    |
| 12.º | Tristán Suárez           | 32   | 38 | 13 | 6  | 19 | 49 | 59 | −10  |
| 13.º | Defensores Unidos        | 32   | 38 | 12 | 8  | 18 | 49 | 62 | −13  |
| 14.º | Colegiales               | 30   | 38 | 11 | 8  | 19 | 58 | 68 | −10  |
| 15.º | General Lamadrid         | 30   | 38 | 7  | 16 | 15 | 42 | 55 | −13  |
| 16.º | Defensores de Cambaceres | 30   | 38 | 7  | 16 | 15 | 44 | 59 | −15  |
| 17.º | Deportivo Riestra        | 30   | 38 | 11 | 8  | 19 | 47 | 67 | −20  |
| 18.º | Luján                    | 29   | 38 | 11 | 7  | 20 | 45 | 69 | −24  |
| 19.º | Flandria                 | 27   | 38 | 9  | 9  | 20 | 41 | 59 | −18  |
| 20.º | Barracas Central         | 27   | 38 | 10 | 7  | 21 | 42 | 78 | −36  |

|  | Se consagró campeón y ascendió a la Primera B                  |
|  | Disputaron un desempate para evitar el descenso a la Primera D |

### Desempate por el descenso
| Flandria                                                                  | 2 - 1 | Barracas Central | Ciudad de Caseros | 13 de diciembre |
| Flandria mantuvo la categoría. Barracas Central descendió a la Primera D. |       |                  |                   |                 |

## Resultados
| Berazategui          | 3 - 1 | San Miguel               | Berazategui          | 8 de marzo |
| Excursionistas       | 3 - 2 | Barracas Central         | Pampa y Miñones      | 8 de marzo |
| General Lamadrid     | 0 - 2 | Central Córdoba (R)      | Enrique Sexto        | 8 de marzo |
| Tristán Suárez       | 0 - 1 | Deportivo Morón          | Moreno y Fariña      | 8 de marzo |
| Flandria             | 1 - 2 | Dock Sud                 | Carlos V             | 8 de marzo |
| San Telmo            | 0 - 0 | Luján                    | Isla Maciel          | 8 de marzo |
| Deportivo Merlo      | 2 - 2 | Lanús                    | José Manuel Moreno   | 8 de marzo |
| Argentino de Rosario | 3 - 1 | Colegiales               | José Martín Olaeta   | 8 de marzo |
| Deportivo Riestra    | 1 - 0 | Comunicaciones           | Riestra y Lacarra    | 8 de marzo |
| Defensores Unidos    | 2 - 0 | Defensores de Cambaceres | Gigante de Villa Fox | 8 de marzo |

| Defensores Unidos        | 4 - 2 | Berazategui          | Gigante de Villa Fox        | 15 de marzo |
| Defensores de Cambaceres | 1 - 1 | Deportivo Riestra    | Camino Rivadavia y Quintana | 15 de marzo |
| Comunicaciones           | 0 - 1 | Argentino de Rosario | Alfredo Ramos               | 15 de marzo |
| Colegiales               | 3 - 2 | Deportivo Merlo      | Malaver y Posadas           | 15 de marzo |
| Lanús                    | 2 - 3 | San Telmo            | Ciudad de Lanús             | 15 de marzo |
| Luján                    | 1 - 2 | Flandria             | Municipal de Luján          | 15 de marzo |
| Dock Sud                 | 1 - 0 | Tristán Suárez       | De Los Inmigrantes          | 15 de marzo |
| Deportivo Morón          | 3 - 1 | General Lamadrid     | Francisco Urbano            | 15 de marzo |
| Central Córdoba (R)      | 1 - 0 | Excursionistas       | Gabino Sosa                 | 15 de marzo |
| Barracas Central         | 0 - 7 | San Miguel           | Olavarría y Luna            | 15 de marzo |

| Berazategui          | 2 - 2 | Barracas Central         | Berazategui         | 22 de marzo |
| San Miguel           | 0 - 2 | Central Córdoba (R)      | Malvinas Argentinas | 22 de marzo |
| Excursionistas       | 5 - 5 | Deportivo Morón          | Pampa y Miñones     | 22 de marzo |
| General Lamadrid     | 3 - 5 | Dock Sud                 | Enrique Sexto       | 22 de marzo |
| Tristán Suárez       | 1 - 3 | Luján                    | Moreno y Fariña     | 22 de marzo |
| Flandria             | 3 - 2 | Lanús                    | Carlos V            | 22 de marzo |
| San Telmo            | 2 - 1 | Colegiales               | Isla Maciel         | 22 de marzo |
| Deportivo Merlo      | 2 - 1 | Comunicaciones           | José Manuel Moreno  | 22 de marzo |
| Argentino de Rosario | 0 - 0 | Defensores de Cambaceres | José Martín Olaeta  | 22 de marzo |
| Deportivo Riestra    | 2 - 1 | Defensores Unidos        | Riestra y Lacarra   | 22 de marzo |

| Deportivo Riestra        | 2 - 3 | Berazategui          | Riestra y Lacarra           | 29 de marzo |
| Defensores Unidos        | 4 - 2 | Argentino de Rosario | Gigante de Villa Fox        | 29 de marzo |
| Defensores de Cambaceres | 2 - 2 | Deportivo Merlo      | Camino Rivadavia y Quintana | 29 de marzo |
| Comunicaciones           | 0 - 4 | San Telmo            | Alfredo Ramos               | 29 de marzo |
| Colegiales               | 1 - 0 | Flandria             | Malaver y Posadas           | 29 de marzo |
| Lanús                    | 2 - 1 | Tristán Suárez       | Ciudad de Lanús             | 29 de marzo |
| Luján                    | 2 - 1 | General Lamadrid     | Municipal de Luján          | 29 de marzo |
| Dock Sud                 | 1 - 2 | Excursionistas       | De Los Inmigrantes          | 29 de marzo |
| Deportivo Morón          | 2 - 1 | San Miguel           | Francisco Urbano            | 29 de marzo |
| Central Córdoba (R)      | 3 - 1 | Barracas Central     | Gabino Sosa                 | 29 de marzo |

| Berazategui          | 0 - 0 | Central Córdoba (R)      | Berazategui         | 5 de abril |
| Barracas Central     | 1 - 2 | Deportivo Morón          | Olavarría y Luna    | 5 de abril |
| San Miguel           | 2 - 1 | Dock Sud                 | Malvinas Argentinas | 5 de abril |
| Excursionistas       | 2 - 0 | Luján                    | Pampa y Miñones     | 5 de abril |
| General Lamadrid     | 5 - 3 | Lanús                    | Enrique Sexto       | 5 de abril |
| Tristán Suárez       | 4 - 2 | Colegiales               | Moreno y Fariña     | 5 de abril |
| Flandria             | 2 - 2 | Comunicaciones           | Carlos V            | 5 de abril |
| San Telmo            | 2 - 1 | Defensores de Cambaceres | Isla Maciel         | 5 de abril |
| Deportivo Merlo      | 1 - 0 | Defensores Unidos        | José Manuel Moreno  | 5 de abril |
| Argentino de Rosario | 4 - 1 | Deportivo Riestra        | José Martín Olaeta  | 5 de abril |

| Argentino de Rosario     | 0 - 2 | Berazategui         | José Martín Olaeta          | 12 de abril |
| Deportivo Riestra        | 0 - 2 | Deportivo Merlo     | Riestra y Lacarra           | 12 de abril |
| Defensores Unidos        | 1 - 1 | San Telmo           | Gigante de Villa Fox        | 12 de abril |
| Defensores de Cambaceres | 1 - 0 | Flandria            | Camino Rivadavia y Quintana | 12 de abril |
| Comunicaciones           | 4 - 2 | Tristán Suárez      | Alfredo Ramos               | 12 de abril |
| Colegiales               | 6 - 2 | General Lamadrid    | Malaver y Posadas           | 12 de abril |
| Lanús                    | 4 - 2 | Excursionistas      | Ciudad de Lanús             | 12 de abril |
| Luján                    | 2 - 2 | San Miguel          | Municipal de Luján          | 12 de abril |
| Dock Sud                 | 0 - 1 | Barracas Central    | De Los Inmigrantes          | 12 de abril |
| Deportivo Morón          | 1 - 1 | Central Córdoba (R) | Francisco Urbano            | 12 de abril |

| Berazategui         | 1 - 1 | Deportivo Morón          | Berazategui         | 19 de abril |
| Central Córdoba (R) | 1 - 0 | Dock Sud                 | Gabino Sosa         | 19 de abril |
| Barracas Central    | 2 - 0 | Luján                    | Olavarría y Luna    | 19 de abril |
| San Miguel          | 0 - 0 | Lanús                    | Malvinas Argentinas | 19 de abril |
| Excursionistas      | 2 - 0 | Colegiales               | Pampa y Miñones     | 19 de abril |
| General Lamadrid    | 1 - 2 | Comunicaciones           | Enrique Sexto       | 19 de abril |
| Tristán Suárez      | 1 - 1 | Defensores de Cambaceres | Moreno y Fariña     | 19 de abril |
| Flandria            | 1 - 0 | Defensores Unidos        | Carlos V            | 19 de abril |
| San Telmo           | 2 - 0 | Deportivo Riestra        | Isla Maciel         | 19 de abril |
| Deportivo Merlo     | 3 - 0 | Argentino de Rosario     | José Manuel Moreno  | 19 de abril |

| Deportivo Merlo          | 3 - 2 | Berazategui         | José Manuel Moreno          | 26 de abril |
| Argentino de Rosario     | 1 - 0 | San Telmo           | José Martín Olaeta          | 26 de abril |
| Deportivo Riestra        | 2 - 2 | Flandria            | Riestra y Lacarra           | 26 de abril |
| Defensores Unidos        | 4 - 0 | Tristán Suárez      | Gigante de Villa Fox        | 26 de abril |
| Defensores de Cambaceres | 2 - 1 | General Lamadrid    | Camino Rivadavia y Quintana | 26 de abril |
| Comunicaciones           | 3 - 1 | Excursionistas      | Alfredo Ramos               | 26 de abril |
| Colegiales               | 0 - 1 | San Miguel          | Malaver y Posadas           | 26 de abril |
| Lanús                    | 2 - 0 | Barracas Central    | Ciudad de Lanús             | 26 de abril |
| Luján                    | 1 - 0 | Central Córdoba (R) | Municipal de Luján          | 26 de abril |
| Dock Sud                 | 2 - 3 | Deportivo Morón     | De Los Inmigrantes          | 26 de abril |

| Berazategui         | 5 - 0 | Dock Sud                 | Berazategui         | 3 de mayo |
| Deportivo Morón     | 4 - 0 | Luján                    | Francisco Urbano    | 3 de mayo |
| Central Córdoba (R) | 3 - 1 | Lanús                    | Gabino Sosa         | 3 de mayo |
| Barracas Central    | 0 - 5 | Colegiales               | Olavarría y Luna    | 3 de mayo |
| San Miguel          | 1 - 2 | Comunicaciones           | Malvinas Argentinas | 3 de mayo |
| Excursionistas      | 2 - 0 | Defensores de Cambaceres | Pampa y Miñones     | 3 de mayo |
| General Lamadrid    | 0 - 0 | Defensores Unidos        | Enrique Sexto       | 3 de mayo |
| Tristán Suárez      | 1 - 0 | Deportivo Riestra        | Moreno y Fariña     | 3 de mayo |
| Flandria            | 2 - 3 | Argentino de Rosario     | Carlos V            | 3 de mayo |
| San Telmo           | 1 - 1 | Deportivo Merlo          | Isla Maciel         | 3 de mayo |

| San Telmo                | 1 - 3 | Berazategui         | De Los Inmigrantes          | 10 de mayo |
| Deportivo Merlo          | 0 - 0 | Flandria            | José Manuel Moreno          | 10 de mayo |
| Argentino de Rosario     | 1 - 1 | Tristán Suárez      | José Martín Olaeta          | 10 de mayo |
| Deportivo Riestra        | 1 - 0 | General Lamadrid    | Riestra y Lacarra           | 10 de mayo |
| Defensores Unidos        | 4 - 3 | Excursionistas      | Gigante de Villa Fox        | 10 de mayo |
| Comunicaciones           | 3 - 2 | Barracas Central    | Alfredo Ramos               | 10 de mayo |
| Colegiales               | 1 - 2 | Central Córdoba (R) | Malaver y Posadas           | 10 de mayo |
| Lanús                    | 2 - 3 | Deportivo Morón     | Ciudad de Lanús             | 10 de mayo |
| Luján                    | 0 - 1 | Dock Sud            | Municipal de Luján          | 10 de mayo |
| Defensores de Cambaceres | 1 - 2 | San Miguel          | Camino Rivadavia y Quintana | 20 de mayo |

| Berazategui         | 5 - 2 | Luján                    | Berazategui         | 17 de mayo |
| Dock Sud            | 2 - 1 | Lanús                    | De Los Inmigrantes  | 17 de mayo |
| Deportivo Morón     | 3 - 0 | Colegiales               | Francisco Urbano    | 17 de mayo |
| Central Córdoba (R) | 1 - 1 | Comunicaciones           | Gabino Sosa         | 17 de mayo |
| Barracas Central    | 1 - 3 | Defensores de Cambaceres | Olavarría y Luna    | 17 de mayo |
| San Miguel          | 0 - 1 | Defensores Unidos        | Malvinas Argentinas | 17 de mayo |
| Excursionistas      | 3 - 1 | Deportivo Riestra        | Pampa y Miñones     | 17 de mayo |
| General Lamadrid    | 3 - 0 | Argentino de Rosario     | Enrique Sexto       | 17 de mayo |
| Tristán Suárez      | 1 - 1 | Deportivo Merlo          | Moreno y Fariña     | 17 de mayo |
| Flandria            | 1 - 2 | San Telmo                | Carlos V            | 17 de mayo |

| Flandria                 | 2 - 1 | Berazategui         | Carlos V                    | 24 de mayo |
| San Telmo                | 2 - 3 | Tristán Suárez      | Isla Maciel                 | 24 de mayo |
| Deportivo Merlo          | 1 - 1 | General Lamadrid    | José Manuel Moreno          | 24 de mayo |
| Argentino de Rosario     | 2 - 1 | Excursionistas      | José Martín Olaeta          | 24 de mayo |
| Deportivo Riestra        | 1 - 1 | San Miguel          | Riestra y Lacarra           | 24 de mayo |
| Defensores Unidos        | 2 - 1 | Barracas Central    | Gigante de Villa Fox        | 24 de mayo |
| Defensores de Cambaceres | 2 - 0 | Central Córdoba (R) | Camino Rivadavia y Quintana | 24 de mayo |
| Comunicaciones           | 1 - 0 | Deportivo Morón     | Alfredo Ramos               | 24 de mayo |
| Colegiales               | 1 - 2 | Dock Sud            | Malaver y Posadas           | 24 de mayo |
| Lanús                    | 3 - 0 | Luján               | Ciudad de Lanús             | 24 de mayo |

| Berazategui         | 0 - 0 | Lanús                    | Berazategui         | 31 de mayo |
| Luján               | 2 - 3 | Colegiales               | Municipal de Luján  | 31 de mayo |
| Dock Sud            | 1 - 1 | Comunicaciones           | De Los Inmigrantes  | 31 de mayo |
| Deportivo Morón     | 2 - 0 | Defensores de Cambaceres | Francisco Urbano    | 31 de mayo |
| Central Córdoba (R) | 3 - 0 | Defensores Unidos        | Gabino Sosa         | 31 de mayo |
| Barracas Central    | 1 - 2 | Deportivo Riestra        | Olavarría y Luna    | 31 de mayo |
| San Miguel          | 3 - 0 | Argentino de Rosario     | Malvinas Argentinas | 31 de mayo |
| Excursionistas      | 2 - 0 | Deportivo Merlo          | Pampa y Miñones     | 31 de mayo |
| General Lamadrid    | 0 - 0 | San Telmo                | Enrique Sexto       | 31 de mayo |
| Tristán Suárez      | 1 - 3 | Flandria                 | Moreno y Fariña     | 31 de mayo |

| Tristán Suárez           | 0 - 2 | Berazategui         | Moreno y Fariña             | 7 de junio |
| Flandria                 | 0 - 0 | General Lamadrid    | Carlos V                    | 7 de junio |
| San Telmo                | 1 - 0 | Excursionistas      | Isla Maciel                 | 7 de junio |
| Deportivo Merlo          | 1 - 0 | San Miguel          | José Manuel Moreno          | 7 de junio |
| Argentino de Rosario     | 2 - 1 | Barracas Central    | José Martín Olaeta          | 7 de junio |
| Deportivo Riestra        | 0 - 2 | Central Córdoba (R) | Riestra y Lacarra           | 7 de junio |
| Defensores Unidos        | 2 - 4 | Deportivo Morón     | Gigante de Villa Fox        | 7 de junio |
| Defensores de Cambaceres | 1 - 1 | Dock Sud            | Camino Rivadavia y Quintana | 7 de junio |
| Comunicaciones           | 0 - 1 | Luján               | Alfredo Ramos               | 7 de junio |
| Colegiales               | 1 - 0 | Lanús               | Malaver y Posadas           | 7 de junio |

| Berazategui         | 1 - 1 | Colegiales               | Berazategui         | 14 de junio |
| Lanús               | 4 - 3 | Comunicaciones           | Ciudad de Lanús     | 14 de junio |
| Luján               | 0 - 0 | Defensores de Cambaceres | Municipal de Luján  | 14 de junio |
| Dock Sud            | 2 - 0 | Defensores Unidos        | De Los Inmigrantes  | 14 de junio |
| Deportivo Morón     | 3 - 0 | Deportivo Riestra        | Francisco Urbano    | 14 de junio |
| Central Córdoba (R) | 2 - 1 | Argentino de Rosario     | Gabino Sosa         | 14 de junio |
| Barracas Central    | 0 - 2 | Deportivo Merlo          | Olavarría y Luna    | 14 de junio |
| San Miguel          | 1 - 2 | San Telmo                | Malvinas Argentinas | 14 de junio |
| Excursionistas      | 2 - 0 | Flandria                 | Pampa y Miñones     | 14 de junio |
| General Lamadrid    | 3 - 0 | Tristán Suárez           | Enrique Sexto       | 14 de junio |

| General Lamadrid         | 1 - 1 | Berazategui         | Enrique Sexto               | 21 de junio |
| Tristán Suárez           | 0 - 0 | Excursionistas      | Moreno y Fariña             | 21 de junio |
| Flandria                 | 2 - 1 | San Miguel          | Carlos V                    | 21 de junio |
| San Telmo                | 2 - 0 | Barracas Central    | Isla Maciel                 | 21 de junio |
| Deportivo Merlo          | 5 - 1 | Central Córdoba (R) | José Manuel Moreno          | 21 de junio |
| Argentino de Rosario     | 1 - 2 | Deportivo Morón     | José Martín Olaeta          | 21 de junio |
| Deportivo Riestra        | 1 - 2 | Dock Sud            | Riestra y Lacarra           | 21 de junio |
| Defensores Unidos        | 1 - 2 | Luján               | Gigante de Villa Fox        | 21 de junio |
| Defensores de Cambaceres | 1 - 1 | Lanús               | Camino Rivadavia y Quintana | 21 de junio |
| Comunicaciones           | 1 - 1 | Colegiales          | Alfredo Ramos               | 21 de junio |

| Berazategui         | 2 - 4 | Comunicaciones           | Berazategui         | 28 de junio |
| Colegiales          | 5 - 2 | Defensores de Cambaceres | Malaver y Posadas   | 28 de junio |
| Lanús               | 3 - 1 | Defensores Unidos        | Ciudad de Lanús     | 28 de junio |
| Luján               | 3 - 1 | Deportivo Riestra        | Municipal de Luján  | 28 de junio |
| Dock Sud            | 0 - 0 | Argentino de Rosario     | De Los Inmigrantes  | 28 de junio |
| Deportivo Morón     | 2 - 1 | Deportivo Merlo          | Francisco Urbano    | 28 de junio |
| Central Córdoba (R) | 2 - 1 | San Telmo                | Gabino Sosa         | 28 de junio |
| Barracas Central    | 1 - 0 | Flandria                 | Olavarría y Luna    | 28 de junio |
| San Miguel          | 3 - 2 | Tristán Suárez           | Malvinas Argentinas | 28 de junio |
| Excursionistas      | 2 - 2 | General Lamadrid         | Pampa y Miñones     | 28 de junio |

| Excursionistas           | 2 - 1 | Berazategui         | Pampa y Miñones             | 5 de julio |
| General Lamadrid         | 0 - 0 | San Miguel          | Enrique Sexto               | 5 de julio |
| Tristán Suárez           | 2 - 0 | Barracas Central    | Moreno y Fariña             | 5 de julio |
| Flandria                 | 0 - 1 | Central Córdoba (R) | Carlos V                    | 5 de julio |
| San Telmo                | 0 - 0 | Deportivo Morón     | Isla Maciel                 | 5 de julio |
| Deportivo Merlo          | 2 - 1 | Dock Sud            | José Manuel Moreno          | 5 de julio |
| Argentino de Rosario     | 3 - 1 | Luján               | José Martín Olaeta          | 5 de julio |
| Deportivo Riestra        | 1 - 1 | Lanús               | Riestra y Lacarra           | 5 de julio |
| Defensores Unidos        | 1 - 0 | Colegiales          | Gigante de Villa Fox        | 5 de julio |
| Defensores de Cambaceres | 0 - 1 | Comunicaciones      | Camino Rivadavia y Quintana | 5 de julio |

| Berazategui         | 1 - 1 | Defensores de Cambaceres | Berazategui         | 12 de julio |
| Comunicaciones      | 1 - 2 | Defensores Unidos        | Alfredo Ramos       | 12 de julio |
| Colegiales          | 4 - 0 | Deportivo Riestra        | Malaver y Posadas   | 12 de julio |
| Lanús               | 4 - 0 | Argentino de Rosario     | Ciudad de Lanús     | 12 de julio |
| Luján               | 1 - 0 | Deportivo Merlo          | Municipal de Luján  | 12 de julio |
| Dock Sud            | 3 - 3 | San Telmo                | De Los Inmigrantes  | 12 de julio |
| Deportivo Morón     | 3 - 0 | Flandria                 | Francisco Urbano    | 12 de julio |
| Central Córdoba (R) | 2 - 0 | Tristán Suárez           | Gabino Sosa         | 12 de julio |
| Barracas Central    | 0 - 0 | General Lamadrid         | Olavarría y Luna    | 12 de julio |
| San Miguel          | 1 - 1 | Excursionistas           | Malvinas Argentinas | 12 de julio |

| San Miguel               | 2 - 1 | Berazategui          | Malvinas Argentinas         | 19 de julio |
| Barracas Central         | 1 - 0 | Excursionistas       | Olavarría y Luna            | 19 de julio |
| Central Córdoba (R)      | 2 - 0 | General Lamadrid     | Gabino Sosa                 | 19 de julio |
| Deportivo Morón          | 1 - 1 | Tristán Suárez       | Francisco Urbano            | 19 de julio |
| Dock Sud                 | 2 - 1 | Flandria             | De Los Inmigrantes          | 19 de julio |
| Luján                    | 0 - 1 | San Telmo            | Carlos V                    | 19 de julio |
| Lanús                    | 2 - 1 | Deportivo Merlo      | Ciudad de Lanús             | 19 de julio |
| Colegiales               | 1 - 6 | Argentino de Rosario | Malaver y Posadas           | 19 de julio |
| Comunicaciones           | 2 - 1 | Deportivo Riestra    | Alfredo Ramos               | 19 de julio |
| Defensores de Cambaceres | 2 - 2 | Defensores Unidos    | Camino Rivadavia y Quintana | 19 de julio |

| Berazategui          | 2 - 0 | Defensores Unidos        | Berazategui         | 2 de agosto |
| Deportivo Riestra    | 1 - 1 | Defensores de Cambaceres | Riestra y Lacarra   | 2 de agosto |
| Argentino de Rosario | 1 - 0 | Comunicaciones           | José Martín Olaeta  | 2 de agosto |
| Deportivo Merlo      | 1 - 0 | Colegiales               | José Manuel Moreno  | 2 de agosto |
| San Telmo            | 2 - 1 | Lanús                    | Olavarría y Luna    | 2 de agosto |
| Flandria             | 1 - 0 | Luján                    | Carlos V            | 2 de agosto |
| Tristán Suárez       | 1 - 2 | Dock Sud                 | Moreno y Fariña     | 2 de agosto |
| General Lamadrid     | 1 - 1 | Deportivo Morón          | Enrique Sexto       | 2 de agosto |
| Excursionistas       | 1 - 1 | Central Córdoba (R)      | Pampa y Miñones     | 2 de agosto |
| San Miguel           | 1 - 2 | Barracas Central         | Malvinas Argentinas | 2 de agosto |

| Defensores de Cambaceres | 2 - 2 | Argentino de Rosario | Camino Rivadavia y Quintana | 2 de agosto |
| Barracas Central         | 2 - 1 | Berazategui          | Olavarría y Luna            | 9 de agosto |
| Central Córdoba (R)      | 1 - 1 | San Miguel           | Gabino Sosa                 | 9 de agosto |
| Deportivo Morón          | 1 - 0 | Excursionistas       | Francisco Urbano            | 9 de agosto |
| Dock Sud                 | 1 - 0 | General Lamadrid     | De Los Inmigrantes          | 9 de agosto |
| Luján                    | 0 - 2 | Tristán Suárez       | Municipal de Luján          | 9 de agosto |
| Lanús                    | 4 - 3 | Flandria             | Ciudad de Lanús             | 9 de agosto |
| Colegiales               | 3 - 5 | San Telmo            | Malaver y Posadas           | 9 de agosto |
| Comunicaciones           | 1 - 4 | Deportivo Merlo      | Alfredo Ramos               | 9 de agosto |
| Defensores Unidos        | 3 - 2 | Deportivo Riestra    | Gigante de Villa Fox        | 9 de agosto |

| Berazategui          | 3 - 1 | Deportivo Riestra        | Berazategui         | 16 de agosto |
| Argentino de Rosario | 4 - 2 | Defensores Unidos        | José Martín Olaeta  | 16 de agosto |
| Deportivo Merlo      | 5 - 2 | Defensores de Cambaceres | José Manuel Moreno  | 16 de agosto |
| San Telmo            | 2 - 4 | Comunicaciones           | Olavarría y Luna    | 16 de agosto |
| Flandria             | 1 - 0 | Colegiales               | Carlos V            | 16 de agosto |
| Tristán Suárez       | 1 - 2 | Lanús                    | Moreno y Fariña     | 16 de agosto |
| General Lamadrid     | 0 - 0 | Luján                    | Enrique Sexto       | 16 de agosto |
| Excursionistas       | 2 - 0 | Dock Sud                 | Pampa y Miñones     | 16 de agosto |
| San Miguel           | 0 - 1 | Deportivo Morón          | Malvinas Argentinas | 16 de agosto |
| Barracas Central     | 1 - 2 | Central Córdoba (R)      | Olavarría y Luna    | 16 de agosto |

| Central Córdoba (R)      | 3 - 2 | Berazategui          | Gabino Sosa                 | 23 de agosto |
| Deportivo Morón          | 4 - 0 | Barracas Central     | Francisco Urbano            | 23 de agosto |
| Dock Sud                 | 1 - 1 | San Miguel           | De Los Inmigrantes          | 23 de agosto |
| Luján                    | 0 - 4 | Excursionistas       | Municipal de Luján          | 23 de agosto |
| Lanús                    | 1 - 0 | General Lamadrid     | Ciudad de Lanús             | 23 de agosto |
| Colegiales               | 0 - 1 | Tristán Suárez       | Malaver y Posadas           | 23 de agosto |
| Comunicaciones           | 2 - 0 | Flandria             | Alfredo Ramos               | 23 de agosto |
| Defensores de Cambaceres | 0 - 1 | San Telmo            | Camino Rivadavia y Quintana | 23 de agosto |
| Defensores Unidos        | 0 - 0 | Deportivo Merlo      | Gigante de Villa Fox        | 23 de agosto |
| Deportivo Riestra        | 2 - 0 | Argentino de Rosario | Riestra y Lacarra           | 23 de agosto |

| Berazategui         | 1 - 1 | Argentino de Rosario     | Berazategui         | 30 de agosto |
| Deportivo Merlo     | 4 - 1 | Deportivo Riestra        | José Manuel Moreno  | 30 de agosto |
| San Telmo           | 4 - 0 | Defensores Unidos        | Isla Maciel         | 30 de agosto |
| Flandria            | 1 - 1 | Defensores de Cambaceres | Carlos V            | 30 de agosto |
| Tristán Suárez      | 2 - 1 | Comunicaciones           | Moreno y Fariña     | 30 de agosto |
| General Lamadrid    | 3 - 3 | Colegiales               | Enrique Sexto       | 30 de agosto |
| Excursionistas      | 0 - 1 | Lanús                    | Pampa y Miñones     | 30 de agosto |
| San Miguel          | 6 - 2 | Luján                    | Malvinas Argentinas | 30 de agosto |
| Barracas Central    | 1 - 0 | Dock Sud                 | Olavarría y Luna    | 30 de agosto |
| Central Córdoba (R) | 1 - 0 | Deportivo Morón          | Gabino Sosa         | 30 de agosto |

| Deportivo Morón          | 2 - 1 | Berazategui         | Francisco Urbano            | 6 de septiembre |
| Dock Sud                 | 1 - 4 | Central Córdoba (R) | De Los Inmigrantes          | 6 de septiembre |
| Luján                    | 7 - 2 | Barracas Central    | Municipal de Luján          | 6 de septiembre |
| Lanús                    | 1 - 1 | San Miguel          | Ciudad de Lanús             | 6 de septiembre |
| Colegiales               | 2 - 1 | Excursionistas      | Malaver y Posadas           | 6 de septiembre |
| Comunicaciones           | 2 - 0 | General Lamadrid    | Alfredo Ramos               | 6 de septiembre |
| Defensores de Cambaceres | 3 - 1 | Tristán Suárez      | Camino Rivadavia y Quintana | 6 de septiembre |
| Defensores Unidos        | 2 - 0 | Flandria            | Gigante de Villa Fox        | 6 de septiembre |
| Deportivo Riestra        | 2 - 0 | San Telmo           | Riestra y Lacarra           | 6 de septiembre |
| Argentino de Rosario     | 1 - 2 | Deportivo Merlo     | José Martín Olaeta          | 6 de septiembre |

| Berazategui         | 2 - 1 | Deportivo Merlo          | Berazategui         | 13 de septiembre |
| San Telmo           | 2 - 0 | Argentino de Rosario     | Isla Maciel         | 13 de septiembre |
| Flandria            | 1 - 3 | Deportivo Riestra        | Carlos V            | 13 de septiembre |
| Tristán Suárez      | 1 - 0 | Defensores Unidos        | Moreno y Fariña     | 13 de septiembre |
| General Lamadrid    | 1 - 1 | Defensores de Cambaceres | Enrique Sexto       | 13 de septiembre |
| Excursionistas      | 1 - 2 | Comunicaciones           | Pampa y Miñones     | 13 de septiembre |
| San Miguel          | 1 - 0 | Colegiales               | Malvinas Argentinas | 13 de septiembre |
| Barracas Central    | 1 - 3 | Lanús                    | Olavarría y Luna    | 13 de septiembre |
| Central Córdoba (R) | 4 - 0 | Luján                    | Gabino Sosa         | 13 de septiembre |
| Deportivo Morón     | 6 - 1 | Dock Sud                 | Francisco Urbano    | 13 de septiembre |

| Dock Sud                 | 1 - 0 | Berazategui         | De Los Inmigrantes          | 20 de septiembre |
| Luján                    | 0 - 2 | Deportivo Morón     | Municipal de Luján          | 20 de septiembre |
| Lanús                    | 2 - 1 | Central Córdoba (R) | Ciudad de Lanús             | 20 de septiembre |
| Colegiales               | 0 - 0 | Barracas Central    | Malaver y Posadas           | 20 de septiembre |
| Comunicaciones           | 1 - 0 | San Miguel          | Alfredo Ramos               | 20 de septiembre |
| Defensores de Cambaceres | 3 - 0 | Excursionistas      | Camino Rivadavia y Quintana | 20 de septiembre |
| Defensores Unidos        | 0 - 1 | General Lamadrid    | Gigante de Villa Fox        | 20 de septiembre |
| Deportivo Riestra        | 1 - 2 | Tristán Suárez      | Riestra y Lacarra           | 20 de septiembre |
| Argentino de Rosario     | 2 - 0 | Flandria            | José Martín Olaeta          | 20 de septiembre |
| Deportivo Merlo          | 2 - 0 | San Telmo           | José Manuel Moreno          | 20 de septiembre |

| Berazategui         | 4 - 1 | San Telmo                | Berazategui         | 27 de septiembre |
| Flandria            | 2 - 1 | Deportivo Merlo          | Carlos V            | 27 de septiembre |
| Tristán Suárez      | 1 - 1 | Argentino de Rosario     | Moreno y Fariña     | 27 de septiembre |
| General Lamadrid    | 2 - 3 | Deportivo Riestra        | Enrique Sexto       | 27 de septiembre |
| Excursionistas      | 1 - 1 | Defensores Unidos        | Pampa y Miñones     | 27 de septiembre |
| San Miguel          | 4 - 0 | Defensores de Cambaceres | Malvinas Argentinas | 27 de septiembre |
| Barracas Central    | 1 - 0 | Comunicaciones           | Olavarría y Luna    | 27 de septiembre |
| Central Córdoba (R) | 2 - 1 | Colegiales               | Gabino Sosa         | 27 de septiembre |
| Deportivo Morón     | 1 - 0 | Lanús                    | Francisco Urbano    | 27 de septiembre |
| Dock Sud            | 1 - 0 | Luján                    | De Los Inmigrantes  | 27 de septiembre |

| Luján                    | 2 - 2 | Berazategui         | Carlos V                    | 4 de octubre |
| Lanús                    | 5 - 0 | Dock Sud            | Ciudad de Lanús             | 4 de octubre |
| Colegiales               | 0 - 3 | Deportivo Morón     | Malaver y Posadas           | 4 de octubre |
| Comunicaciones           | 0 - 1 | Central Córdoba (R) | Alfredo Ramos               | 4 de octubre |
| Defensores de Cambaceres | 4 - 3 | Barracas Central    | Camino Rivadavia y Quintana | 4 de octubre |
| Defensores Unidos        | 0 - 0 | San Miguel          | Gigante de Villa Fox        | 4 de octubre |
| Deportivo Riestra        | 2 - 1 | Excursionistas      | Riestra y Lacarra           | 4 de octubre |
| Argentino de Rosario     | 1 - 2 | General Lamadrid    | José Martín Olaeta          | 4 de octubre |
| Deportivo Merlo          | 1 - 0 | Tristán Suárez      | José Manuel Moreno          | 4 de octubre |
| San Telmo                | 1 - 0 | Flandria            | Isla Maciel                 | 4 de octubre |

| Berazategui         | 2 - 1 | Flandria                 | Berazategui         | 11 de octubre |
| Tristán Suárez      | 1 - 0 | San Telmo                | Moreno y Fariña     | 11 de octubre |
| General Lamadrid    | 1 - 1 | Deportivo Merlo          | Enrique Sexto       | 11 de octubre |
| Excursionistas      | 2 - 1 | Argentino de Rosario     | Pampa y Miñones     | 11 de octubre |
| San Miguel          | 1 - 1 | Deportivo Riestra        | Malvinas Argentinas | 11 de octubre |
| Barracas Central    | 1 - 1 | Defensores Unidos        | Olavarría y Luna    | 11 de octubre |
| Central Córdoba (R) | 1 - 1 | Defensores de Cambaceres | Gabino Sosa         | 11 de octubre |
| Deportivo Morón     | 3 - 2 | Comunicaciones           | Francisco Urbano    | 11 de octubre |
| Dock Sud            | 1 - 1 | Colegiales               | De Los Inmigrantes  | 11 de octubre |
| Luján               | 0 - 0 | Lanús                    | Municipal de Luján  | 11 de octubre |

| Lanús                    | 4 - 0 | Berazategui         | Ciudad de Lanús             | 18 de octubre |
| Colegiales               | 1 - 1 | Luján               | Malaver y Posadas           | 18 de octubre |
| Comunicaciones           | 2 - 4 | Dock Sud            | Alfredo Ramos               | 18 de octubre |
| Defensores de Cambaceres | 0 - 2 | Deportivo Morón     | Camino Rivadavia y Quintana | 18 de octubre |
| Defensores Unidos        | 1 - 2 | Central Córdoba (R) | Gigante de Villa Fox        | 18 de octubre |
| Deportivo Riestra        | 1 - 2 | Barracas Central    | Riestra y Lacarra           | 18 de octubre |
| Argentino de Rosario     | 3 - 0 | San Miguel          | José Martín Olaeta          | 18 de octubre |
| Deportivo Merlo          | 2 - 1 | Excursionistas      | José Manuel Moreno          | 18 de octubre |
| San Telmo                | 3 - 0 | General Lamadrid    | Isla Maciel                 | 18 de octubre |
| Flandria                 | 1 - 2 | Tristán Suárez      | Carlos V                    | 18 de octubre |

| Berazategui         | 1 - 6 | Tristán Suárez           | Berazategui         | 25 de octubre |
| General Lamadrid    | 1 - 1 | Flandria                 | Enrique Sexto       | 25 de octubre |
| Excursionistas      | 1 - 1 | San Telmo                | Pampa y Miñones     | 25 de octubre |
| San Miguel          | 1 - 1 | Deportivo Merlo          | Malvinas Argentinas | 25 de octubre |
| Barracas Central    | 1 - 2 | Argentino de Rosario     | Olavarría y Luna    | 25 de octubre |
| Central Córdoba (R) | 1 - 0 | Deportivo Riestra        | Gabino Sosa         | 25 de octubre |
| Deportivo Morón     | 2 - 0 | Defensores Unidos        | Francisco Urbano    | 25 de octubre |
| Dock Sud            | 1 - 0 | Defensores de Cambaceres | De Los Inmigrantes  | 25 de octubre |
| Luján               | 1 - 2 | Comunicaciones           | Municipal de Luján  | 25 de octubre |
| Lanús               | 4 - 0 | Colegiales               | Ciudad de Lanús     | 25 de octubre |

| Colegiales               | 4 - 2 | Berazategui         | Malaver y Posadas           | 1 de noviembre |
| Comunicaciones           | 0 - 1 | Lanús               | Alfredo Ramos               | 1 de noviembre |
| Defensores de Cambaceres | 2 - 3 | Luján               | Camino Rivadavia y Quintana | 1 de noviembre |
| Defensores Unidos        | 2 - 0 | Dock Sud            | Gigante de Villa Fox        | 1 de noviembre |
| Deportivo Riestra        | 0 - 0 | Deportivo Morón     | Riestra y Lacarra           | 1 de noviembre |
| Argentino de Rosario     | 0 - 2 | Central Córdoba (R) | Gabino Sosa                 | 1 de noviembre |
| Deportivo Merlo          | 3 - 3 | Barracas Central    | José Manuel Moreno          | 1 de noviembre |
| San Telmo                | 2 - 2 | San Miguel          | Isla Maciel                 | 1 de noviembre |
| Flandria                 | 2 - 2 | Excursionistas      | Carlos V                    | 1 de noviembre |
| Tristán Suárez           | 1 - 2 | General Lamadrid    | Moreno y Fariña             | 1 de noviembre |

| Berazategui         | 0 - 0 | General Lamadrid         | Berazategui         | 8 de noviembre |
| Excursionistas      | 4 - 1 | Tristán Suárez           | Pampa y Miñones     | 8 de noviembre |
| San Miguel          | 1 - 1 | Flandria                 | Malvinas Argentinas | 8 de noviembre |
| Barracas Central    | 1 - 1 | San Telmo                | Olavarría y Luna    | 8 de noviembre |
| Central Córdoba (R) | 0 - 0 | Deportivo Merlo          | Gabino Sosa         | 8 de noviembre |
| Deportivo Morón     | 1 - 1 | Argentino de Rosario     | Francisco Urbano    | 8 de noviembre |
| Dock Sud            | 1 - 1 | Deportivo Riestra        | De Los Inmigrantes  | 8 de noviembre |
| Luján               | 3 - 1 | Defensores Unidos        | Municipal de Luján  | 8 de noviembre |
| Lanús               | 2 - 0 | Defensores de Cambaceres | Ciudad de Lanús     | 8 de noviembre |
| Colegiales          | 1 - 1 | Comunicaciones           | Malaver y Posadas   | 8 de noviembre |

| Comunicaciones           | 1 - 1 | Berazategui         | Alfredo Ramos               | 15 de noviembre |
| Defensores de Cambaceres | 0 - 0 | Colegiales          | Camino Rivadavia y Quintana | 15 de noviembre |
| Defensores Unidos        | 1 - 1 | Lanús               | Municipal de Campana        | 15 de noviembre |
| Deportivo Riestra        | 2 - 1 | Luján               | Riestra y Lacarra           | 15 de noviembre |
| Argentino de Rosario     | 1 - 0 | Dock Sud            | José Martín Olaeta          | 15 de noviembre |
| Deportivo Merlo          | 2 - 4 | Deportivo Morón     | José Manuel Moreno          | 15 de noviembre |
| San Telmo                | 2 - 0 | Central Córdoba (R) | Isla Maciel                 | 15 de noviembre |
| Flandria                 | 2 - 2 | Barracas Central    | Carlos V                    | 15 de noviembre |
| Tristán Suárez           | 1 - 2 | San Miguel          | Moreno y Fariña             | 15 de noviembre |
| General Lamadrid         | 2 - 1 | Excursionistas      | Enrique Sexto               | 15 de noviembre |

| Central Córdoba (R) | 3 - 1 | Flandria                 | Gabino Sosa         | 22 de noviembre |
| Berazategui         | 0 - 2 | Excursionistas           | Berazategui         | 29 de noviembre |
| San Miguel          | 1 - 1 | General Lamadrid         | Malvinas Argentinas | 29 de noviembre |
| Barracas Central    | 0 - 3 | Tristán Suárez           | Olavarría y Luna    | 29 de noviembre |
| Deportivo Morón     | 2 - 1 | San Telmo                | Francisco Urbano    | 29 de noviembre |
| Dock Sud            | 0 - 2 | Deportivo Merlo          | De Los Inmigrantes  | 29 de noviembre |
| Luján               | 2 - 4 | Argentino de Rosario     | Municipal de Luján  | 29 de noviembre |
| Lanús               | 6 - 3 | Deportivo Riestra        | Ciudad de Lanús     | 29 de noviembre |
| Colegiales          | 5 - 2 | Defensores Unidos        | Malaver y Posadas   | 29 de noviembre |
| Comunicaciones      | 2 - 2 | Defensores de Cambaceres | Alfredo Ramos       | 29 de noviembre |

| Defensores de Cambaceres | 1 - 2 | Berazategui         | Camino Rivadavia y Quintana | 6 de diciembre |
| Defensores Unidos        | 1 - 3 | Comunicaciones      | Gigante de Villa Fox        | 6 de diciembre |
| Deportivo Riestra        | 3 - 0 | Colegiales          | Riestra y Lacarra           | 6 de diciembre |
| Argentino de Rosario     | 0 - 1 | Lanús               | José Martín Olaeta          | 6 de diciembre |
| Deportivo Merlo          | 1 - 2 | Luján               | José Manuel Moreno          | 6 de diciembre |
| San Telmo                | 0 - 1 | Dock Sud            | Isla Maciel                 | 6 de diciembre |
| Flandria                 | 1 - 2 | Deportivo Morón     | Carlos V                    | 6 de diciembre |
| Tristán Suárez           | 1 - 2 | Central Córdoba (R) | Moreno y Fariña             | 6 de diciembre |
| General Lamadrid         | 1 - 2 | Barracas Central    | Enrique Sexto               | 6 de diciembre |
| Excursionistas           | 1 - 2 | San Miguel          | Pampa y Miñones             | 6 de diciembre |